# Ourisia muscosa
Ourisia muscosa es una especie de Angiospermae de la familia Plantaginaceae que es endémica de las montañas de los Andes tropicales. George Bentham describió O. muscosa en 1846. Las plantas de esta especie son hierbas pequeñas, perennes y rastreras, con hojas enteras y muy agrupadas, a veces opuestas. Las flores de O. muscosa son solitarias,  tienen cáliz regular y corola regular, y tienen dos brácteas florales que cubren el cáliz. La corola es glabra y blanca por fuera y amarilla y pilosa por dentro. El cáliz tiene pequeños pelos glandulares.

## Taxonomía
Ourisia muscosa Benth. es una especie de plantas que pertenece a la familia Plantaginaceae.  El botánico británico George Bentham describió O. muscosa en 1846 en la publicación de Augustin Pyramus de Candolle, Prodromus.  
El material tipo fue recolectado por el botánico escocés-ecuatoriano William Jameson en Pichincha, Ecuador. El holotipo está en el Herbario del Real Jardín Botánico de Kew (K000195395),  y también hay posibles isotipos en el Museo de Historia Natural (herbario BM) y Kew (herbario K). 
Ourisia nana Benth. fue descrito en la misma publicación por George Bentham y es sinónimo de O. muscosa.   
El holotipo de O. nana fue recolectado por el botánico alemán Karl Theodor Hartweg en Antisana en Ecuador, y está en el herbario de Kew (K000195055).   
Ourisia muscosa es una de cinco especies de Ourisia que son endémicos de los Andes tropicales, junto con O. chamaedrifolia, O. pulchella, O. biflora y O. cotapatensis .  Estas cinco especies pertenecen al subgénero herbáceo Ourisia .  De éstas, O. muscosa es quizás la más similar a O. biflora, una especie endémica de Bolivia, con la que comparte hojas pequeñas (menos de 6 mm de largo) y corolas pequeñas y regulares (menos de 9 mm de largo).  Se puede distinguir O. muscosa de O. biflora por su hábito muy pequeño, sus hojas enteras (frente a hojas crenadas, onduladas o subenteras), brácteas florales que cubren el cáliz de cada flor (frente a brácteas florales mucho más abajo en el pedicelo y que no cubren el cáliz), corolas de menos de 5 mm de largo (frente a corolas más largas de 5,5 mm), y sépalos ovados a muy ampliamente ovados (frente a sépalos lanceolados a estrechamente ovados). 
Ourisia muscosa se puede distinguir de todas las demás especies de Ourisia por la ubicación de las brácteas florales, que cubren completamente el cáliz de cada flor solitaria, y por la forma y la cubierta distinta de la semilla.   La corola pequeña, blanca y regular de las flores de O. muscosa mide hasta 6 mm de ancho, y además los lóbulos de la corola son completamente reflexos. Dentro del tubo de la corolla, hay un anillo de pelos amarillos. 

## Descripción

Ejemplar de herbario de O. mucosa que muestra el hábito diminuto y las hojas.

Las plantas de Ourisia muscosa son hierbas pequeñas, perennes y rastreras. Los tallos ramificados miden entre 0,8 y 1,5 mm de ancho, son generalmente glabros (sin pelos) o con pocos pelos no glandulares. Las hojas están muy agrupadas o a veces opuestas, pecioladas, de 1,4 a 3,3 mm de largo por 0,9 a 2,5 mm de ancho (relación largo:ancho 1,2–1,8:1); los pecíolos son de 0,3 a 6,2 mm de largo y de 0,2 a 1,1 mm de ancho. Las láminas suelen ser estrechas o ampliamente ovadas, o a veces elípticas, son más anchas en la mitad o debajo de ella, y tienen un ápice redondeado, una base cuneiforme y bordes lisos. Las hojas son glabras en la superficie superior, o a menudo densamente peludas solamente cerca de los bordes con pelos no glandulares, y son glabras y punteadas en la superficie inferior. Las flores son solitarias. En la base de cada flor hay dos brácteas florales que cubren el cáliz. Las flores nacen sobre un pedicelo de hasta 1,4 mm de largo que es glabro o tiene pelos glandulares sésiles densamente distribuidos únicamente en la parte entre las brácteas florales y el cáliz . El cáliz mide 1,1–2,2 mm de largo, regular, usualmente con todos los lóbulos divididos a la mitad o tres cuartos de la longitud de la base, y cubierto con pelos glandulares sésiles densamente distribuidos, y a veces también aislados con pelos no glandulares densamente distribuidos en los bordes distales. La corola mide entre 4,0 y 5,2 mm de largo (incluidos el tubo de la corola que mide entre 3,1 y 4,3 mm), y es regular, tubular, de color blanco, glabro por fuera, y amarillo y con un anillo de pelos amarillos por dentro, y además tiene algunos pelos glandulares diminutos cerca de la base de los filamentos. Los lóbulos de la corola son de 0,8 a 1,3. mm de largo, reflexos y obovados. Hay 4 estambres de hasta 3,5 mm de largo que son didinamos, con dos estambres largos y dos pequeños, todos incluidos dentro del tubo de la corola. Además un estaminodio corto de 0,1 a 0,2 mm de largo está presente. El estilo es de 0,7 a 2,1 mm de largo, incluido dentro del tubo de la corola, y tiene un estigma capitado o emarginado. El ovario mide entre 0,9 y 1,5 mm de largo y está o sin pelos o cubierto de pequeños pelos glandulares. Los frutos son cápsulas de 2,4 a 2,8 mm de largo y de 2,1 a 2,4 mm de ancho, con dehiscencia loculicida y pedicelos de hasta 6,1 mm (o raramente hasta 18,1 mm) de largo. Se desconoce cuántas semillas diminutas hay en cada cápsula, y las semillas son entre 0,8 y 1,1 mm de largo y entre 0,3 y 0,5 mm de ancho y estrechamente elíptica, con una cubierta reticulada de una sola capa, que tiene - dentro de cada una de las células rectangulares del retículo primario - una testa poco profunda y lisa-estriada. 
Ourisia muscosa florece y fructifica durante todo el año. 

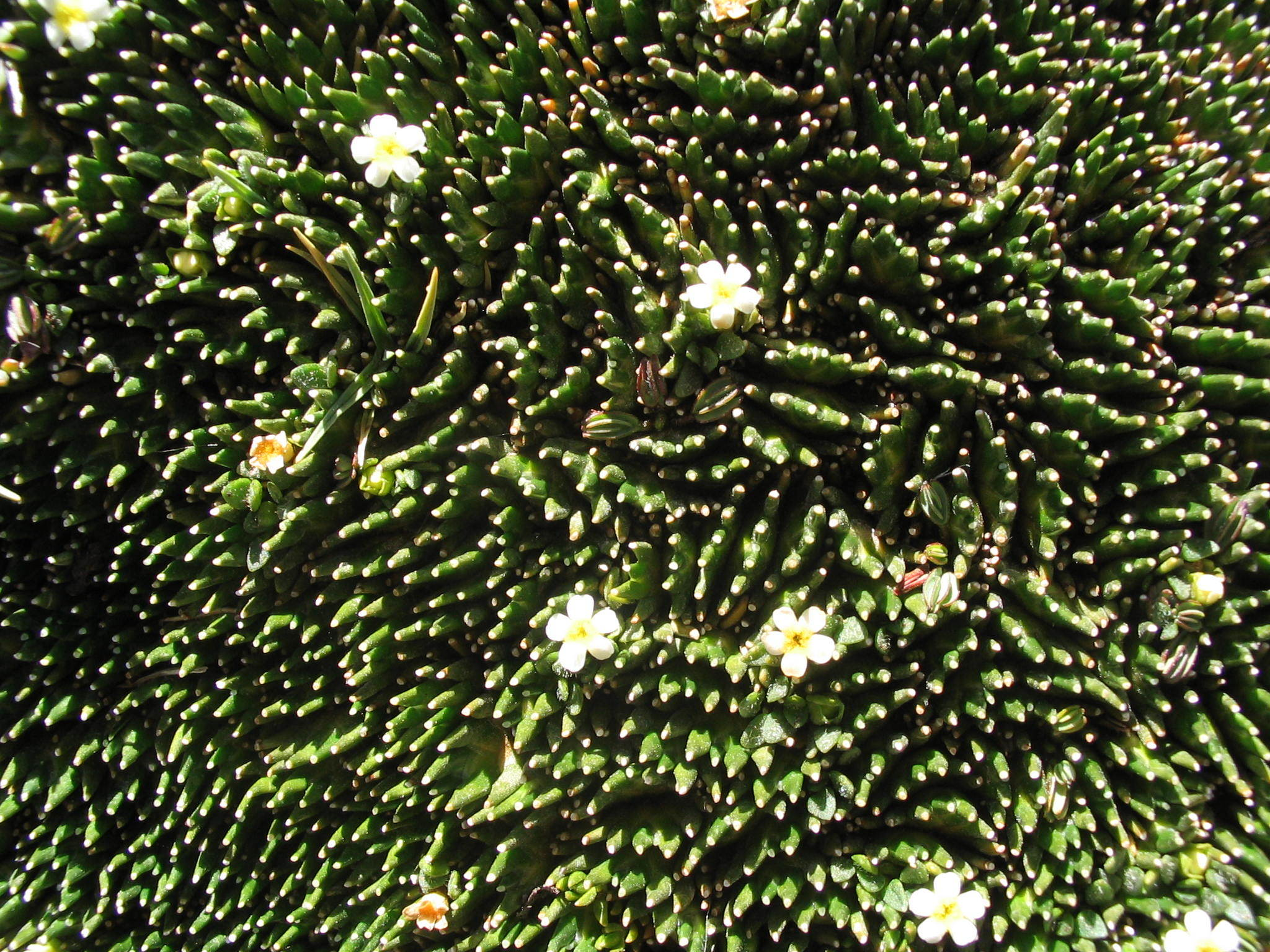
Ourisia muscosa flores dentro de una planta cojín de Distichia muscoices

Se desconoce el número de cromosomas de Ourisia muscosa . 

## Distribución y hábitat
Ourisia muscosa se encuentra en toda la cordillera de los Andes desde los 5°N hasta los 19°S de latitud en los siguientes países: Colombia, Ecuador, Perú, Bolivia y el norte de Chile.  Esta especie se encuentra comúnmente en hábitats húmedos o rocosos de gran altitud, como páramos, superpáramos y punas, por ejemplo, pantanos, riberas de arroyos, bordes de lagos, praderas y pendientes rocosas, desde 3800 a 5000 m sobre el nivel del mar. 
Las plantas de O. muscosa suele crecer sobre o con plantas en cojín  como Distichia o Pycnophyllum.  A menudo se encuentra O. muscosa en hábitats con suelos de turba profundos,  y es una de varias especies diagnósticas o indicadoras de la vegetación del superpáramo húmedo superior. 

## Filogenia
Se incluyó un individuo de O. muscosa en los análisis filogenéticos de todas las especies del género Ourisia utilizando marcadores de secuenciación de ADN estándar (dos marcadores de ADN ribosómico nuclear y dos regiones de ADN de cloroplasto ) y datos morfológicos.  <ref name="Meudt&Simpson2007 /"> En esos análisis, Ourisia muscosa se formaba parta del clado andino centro-norte, con apoyo estadístico mediano o alto, generalmente como la especie hermana de las otras tres especies de esta área también incluidas en los análisis (O. pulchella, O. chamaedrifolia y O. cotapatensis ).  